# Zack & Miri - Amore a... primo sesso
Zack & Miri - Amore a... primo sesso (Zack and Miri Make a Porno) è un film del 2008 scritto e diretto da Kevin Smith.

## Trama
Zack e Miri sono una coppia di amici di lunga data che, per pagare alcuni debiti, decidono di realizzare un film pornografico amatoriale. Durante la lavorazione del film scopriranno che la loro non è una semplice amicizia.

## Produzione

### Riprese
Le riprese del film sono iniziate a Pittsburgh il 16 gennaio 2008 e si sono concluse il 12 marzo 2008. Numerosi sono i riferimenti culturali alla città di Pittsburgh, dove gran parte del film è stato girato nel quartiere di Monroeville. Al Monroeville Mall, centro commerciale del quartiere, è stata girata una scena con Tom Savini; lo stesso centro commerciale è stato luogo delle riprese di Zombi di George A. Romero, di cui Savini ha curato gli effetti speciali.

### Cast
I protagonisti del film sono Seth Rogen ed Elizabeth Banks, i quali avevano già recitato insieme nel film 40 anni vergine. Inizialmente il ruolo della protagonista femminile era stato scritto e pensato per Rosario Dawson, ma l'attrice non poté accettare il ruolo a causa dei suoi impegni precedenti con il film Eagle Eye.
Al cast si sono aggiunti l'amico fidato di Smith, Jason Mewes, l'attrice porno Katie Morgan e l'ex pornostar Traci Lords. Justin Long e Brandon Routh appaiono inoltre nel film, interpretando un pornodivo gay e il suo compagno; i reciproci nomi fittizi sono quelli reali dei due attori.

## Promozione
(Tagline del film)
La prima locandina promozionale del film, pubblicata nel settembre 2008, mostra i due protagonisti in split screen mentre entrambi eseguono sesso orale. Di tale locandina è stato vietato l'utilizzo nelle sale statunitensi da parte del MPAA, venendo utilizzata solamente in Canada. Per il mercato statunitense è stato creata una apposita locandina realizzata con disegni stilizzati, spiegando come questa sia l'unica immagine possibile da mostrare.
Dopo la censura della locandina, alcune controversie sono nate nei confronti del titolo del film che contiene la parola "porno". Molte emittenti televisive si sono rifiutate di promuovere il film. La città di Filadelfia si è rifiutata di affiggere i manifesti pubblicitari sugli autobus sempre a causa della parola "porno", considerata poco adatta ad un pubblico medio. Gary Faber della The Weinstein Company ha tenuto a smorzare le polemiche sottolineando che si tratta di una commedia che vuol far sorridere e non fare propaganda alla pornografia.

## Distribuzione
Il 30 maggio 2008 è stato pubblicato negli Stati Uniti d'America il primo teaser trailer del film, all'interno del sito web di Smith; la pellicola è poi uscita in patria il 31 ottobre seguente. In Italia, il 28 aprile 2011 è stato pubblicato dalla M2 Pictures Italia il trailer italiano ufficiale del film, poi distribuito a partire dal 3 giugno successivo.